# Loch Borralan
Loch Borralan är en sjö i Storbritannien.   Den ligger i kommunen Highland och riksdelen Skottland, i den norra delen av landet, 800 km norr om huvudstaden London. Loch Borralan ligger 146 meter över havet.  Trakten runt Loch Borralan består i huvudsak av gräsmarker.